# Trematomus newnesi
Trematomus newnesi är en fiskart som beskrevs av George Albert Boulenger 1902. Trematomus newnesi ingår i släktet Trematomus och familjen Nototheniidae. Inga underarter finns listade i Catalogue of Life.